# Parque Nacional Volcan Tenorio
Parque Nacional Volcan Tenorio är en nationalpark i Costa Rica.   Den ligger i provinsen Guanacaste, i den nordvästra delen av landet, 130 km nordväst om huvudstaden San José. Parque Nacional Volcan Tenorio ligger 1 762 meter över havet.
Terrängen runt Parque Nacional Volcan Tenorio är huvudsakligen kuperad, men österut är den bergig. Parque Nacional Volcan Tenorio ligger uppe på en höjd. Runt Parque Nacional Volcan Tenorio är det glesbefolkat, med 20 invånare per kvadratkilometer. Närmaste större samhälle är Bijagua, 8,0 km nordväst om Parque Nacional Volcan Tenorio. I omgivningarna runt Parque Nacional Volcan Tenorio växer i huvudsak städsegrön lövskog.